# Kechoula
Kechoula  (in arabo اكشولة‎?) è un centro abitato e comune rurale del Marocco situato nella provincia di Essaouira, regione di Marrakech-Safi. Conta una popolazione di 6 083 abitanti (censimento 2014).